# Командный чемпионат СССР по шахматной композиции
Командный чемпионат СССР по шахматной композиции — самое крупное заочное соревнование составителей задач и этюдов союзных республик, Москвы и Ленинграда. 
Командные чемпионаты СССР проводились регулярно с 1956 по 1992 год по основным разделам композиции: двух-, трёх- и многоходовым задачам, этюдам, а также по задачам на кооперативный (с 3-го чемпионата) и обратный мат (в 4—7-м и 9—14-м чемпионатах); в каждом разделе — на одну или несколько заданных тем. Задачи или этюды, представленные на одну тему, составляли конкурс («доску»), где качество композиций оценивалось по очковой (балльной) системе. В 1-м и 2-м чемпионатах трёх- и многоходовые задачи оценивались полуторным, а этюды — двойным числом очков по сравнению с двухходовыми, в остальных чемпионатах — одинаковым числом очков (баллов). Оценка «0» означает в итоговых таблицах, что композиции дефектны; прочерк — отсутствие композиций на заданную тему. В 5—7-м чемпионатах по каждой теме оценивались 2 композиции (одна считалась зачётной). Начиная с 8-го чемпионата (1972—1973), композиции оценивались по 15-балльной системе. Допускались участие одного автора в нескольких разделах, а также коллективные композиции. Места команд определялись по наибольшей сумме зачётных очков (баллов) в отдельных конкурсах. Команда-победительница награждалась переходящим призом (кубком) и дипломами 1-й степени, участники команды — жетонами и дипломами Госкомспорта СССР; команды, занявшие 2-3-е места, — дипломами 2-й и 3-й степени, а участники, занявшие первые места по доскам, — жетонами и дипломами. 
В период с 1956 по 1992 год проведено 14 чемпионатов. Победители — команды РСФСР (4 раза), Москвы (3 раза), Белоруссии и Ленинграда (по 2), Латвии, Молдавии и Украины (по 1).